# Шевале, Антуан
Антуан Шевале (фр. Antoine Chevalet; ум. ок. 1530, Дофинэ) — французский поэт.
Подробности его биографии неизвестны. Помимо приблизительной даты смерти известно лишь то, что он родился во Вьенне и в 1494 году находился в Лионе, где ему было приказано написать мистерию для пребывавшего там же короля Карла VIII.
Шевале был автором множества стихотворных мистерий, из которых сохранилась только одна, состоящая из порядка 20000 стихов, «La vie de sainct Christofle» (Гренобль, 1530). Будучи выпущенной в 1530 году, она, как предполагается, была написана примерно в 1516 году и в 1527 году была несколько изменена автором. Оригинал этой мистерии ещё в Новое время считался большой библиографической редкостью. Выписки из этой мистерии были включены в третий том «Истории французского театра», написанной монахом братом Парфэ.